# Князівство Лукки і Пйомбіно
Князівство Лукки і Пйомбіно (фр. Principauté de Lucques et Piombino, італ. Principato di Lucca e Piombino)) — історична держава, що існувала у центральній Італії у періоду Наполеонівських війн.

## Історія
Князівство Лукки і Пйомбіно було створено Наполеоном 23 червня 1805 року для сестри Елізи та її чоловіка Фелікса Паскаля Баччіокі шляхом анексії князівства Пйомбіно Лукканською республікою, перетвореної на монархію. 22 червня 1805 Наполеон написав конституцію нової держави, створив Державну раду і Законодавчий сенат. Грошовою одиницею князівства став французький франк. 

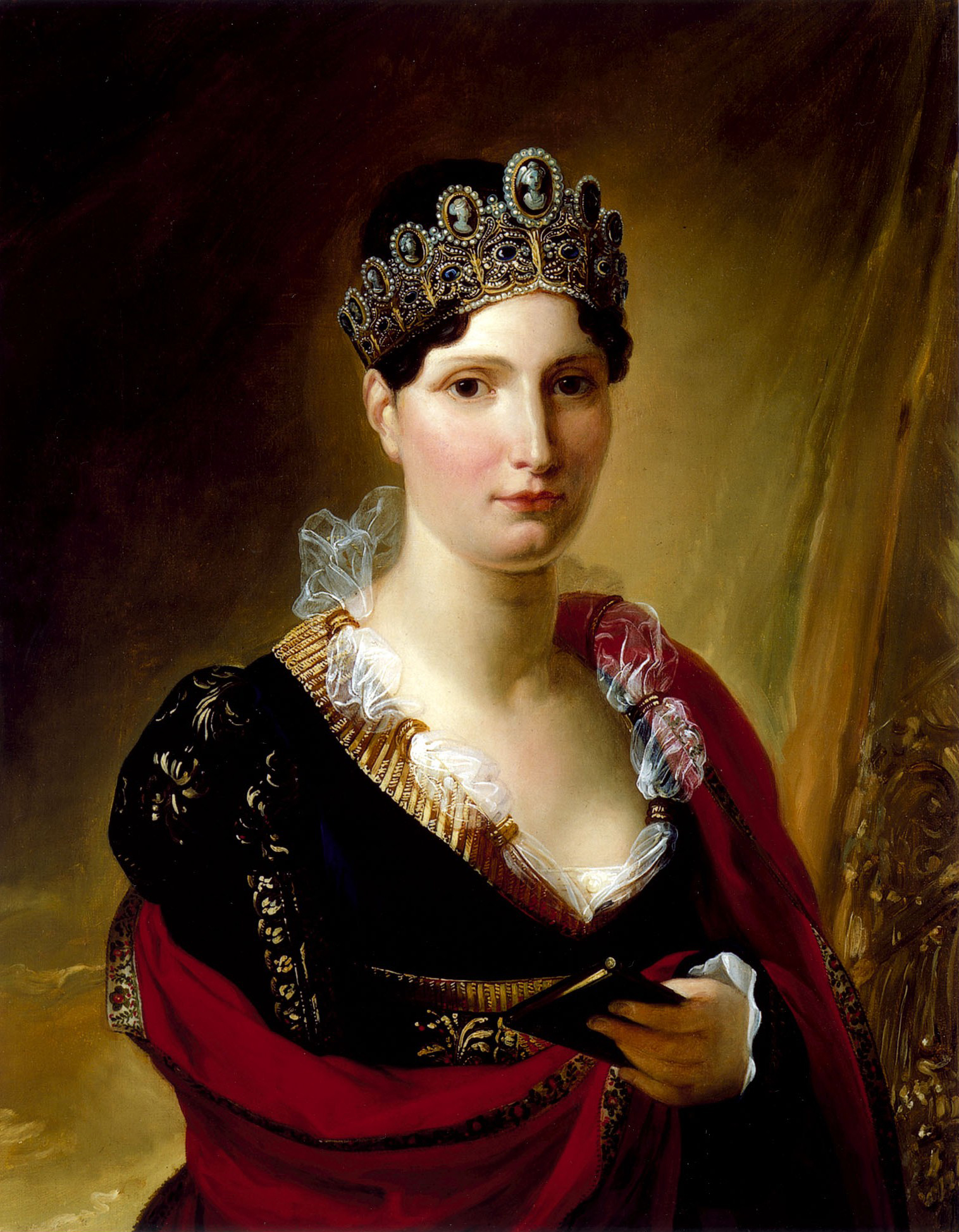
Еліза Бонапарт

14 липня 1805 року відбулася коронація Елізи Бонапарт та Феліче Бачіокі. Чоловік Елізи корсиканець Феліче Бачіокі ніякої ролі в управлінні державою не відіграв.
Столицею князівства стало місто Лукка. Старий Громадський палац став князівським. У 1806 році палацу збудували новий фасад.
Еліза Бонапарт займалася адміністративною діяльністю. У Луцці були розпущені релігійні об'єднання і конфісковані церковні фонди, засновані нові навчальні заклади, як для чоловіків, так і для жінок, відкрита публічна бібліотека, відкрита нова лікарня, розпочато будівництво акведука, нових доріг. Була проведена кримінальна реформа.
Успішно розвивалася торгівля і сільське господарство, влаштовані плантації тутових дерев і відкрита Школа шовку.
Еліза Бонапарт протегувала мистецтвам, одним з її протеже був великий композитор Нікколо Паганіні. Була відкрита Академія красних мистецтв (фр. Académie des Beaux-Arts).
У 1806 році до князівства було приєднано герцогство Маси і Каррари.
3 березня 1809 Еліза стала великою герцогинею Тосканською, і таким чином князівство Лукка і Пйомбіно перестало бути окремою державою і увійшло до складу Великого герцогства Тосканського.
13 березня 1814 року Еліза, на 9-му місяці вагітності, була змушена тікати з Лукки, так як місто було захоплене англо-австрійською армією під командуванням лорда Вільяма Кавендіш-Бентінка.
У 1814 році, після розгрому Наполеона, було створено Лукканське герцогство, трон якого посіла Марія-Луїза, острів Ельба був переданий в управління відправленому у вигнання Наполеону, а Пйомбіно стало частиною Великого герцогства Тосканського.